# Ramón Sedó Gómez
Ramón Sedó Gómez (1912-1991) fue un diplomático español.

## Biografía
Nacido en la localidad ilerdense de Juneda el 1 de noviembre de 1912, se licenció en derecho en la Universidad de Barcelona. Disfrutó de una pensión de la Junta para Ampliación de Estudios e Investigaciones Científicas que le permitió estudiar nueve meses en Austria derecho público internacional. Se doctoraría en derecho en Madrid. Combatiente como alférez provisional en el bando sublevado durante la guerra civil, también fue voluntario de la División Azul durante la Segunda Guerra Mundial.
Desempeñó el cargo de director general de Política Exterior entre 1957 y 1966, cuando fue nombrado como subsecretario de Política Exterior; Sedó, que ejerció el cargo hasta 1969, fue vicepresidente en la Conferencia Constitucional de Guinea Ecuatorial comenzada en 1967. Fue sucedido como subsecretario por Gonzalo Fernández de la Mora.
Destinado como embajador en Luxemburgo en 1970, en 1972 pasó a desempeñar la misión de representación diplomática de España en La Haya.
Falleció el 15 de enero de 1991.

## Reconocimientos
- Gran Cruz de la Orden del Mérito Civil (1959)[8]
- Gran Cruz de la Orden del Mérito Militar, con distintivo blanco (1961)[9]
- Gran Cruz del Mérito Naval (1967)[10]
- Gran Cruz de la Orden del Mérito Aeronáutico, con distintivo blanco (1969)[11]
- Gran Cruz de la Orden de Isabel la Católica (1969)[12]
- Gran Cruz de la Orden de Oranje-Nassau (12 de marzo de 1980)[13]